# Melle (Baja Sajonia)
Melle (pronunciación en alemán: /ˈmɛlə/ⓘ) es una ciudad del distrito de Osnabrück en Baja Sajonia (Alemania), ubicada entre el Wiehengebirge en el norte de Bosque Teutónico.

## Historia
El primer documento que menciona esta ciudad data del año 1169.

## Geografía

### Ubicación geográfica

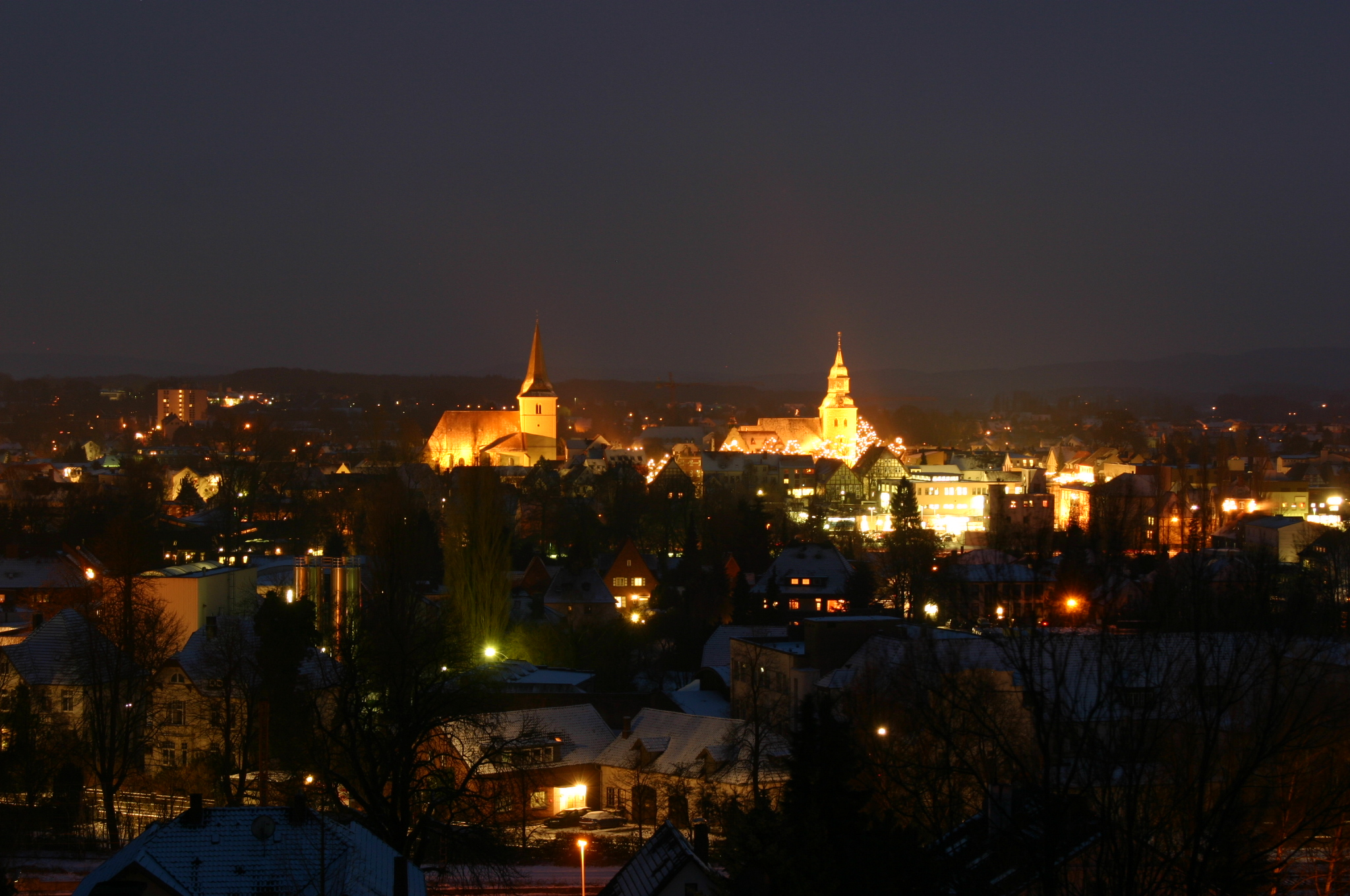
Melle

Melle está ubicada entre el Wiehengebirge al norte y entre el bosque de Teutoburgo al sur. El Aeropuerto Münster-Osnabrück está a casi 60 km de distancia. El Hase cruza la parte occidental de Meller Wellingholzhausen. Existe allí una Bifurcación (de las pocas que hay en el mundo) entre los ríos Hase y Else. El Else fluye por el barrio de Gesmold, Melle-Mitte y Bruchmülen en dirección a Weser. El Hase abandona la ciudad de Melle en dirección a Osnabrück y allí continúa a Ems.

### Comunidades Vecinas
Los vecinos de esta ciudad son: Bad Essen, Preußisch Oldendorf, Rödinghausen, Bünde, Spenge, Werther (Westfalen), Borgholzhausen, Dissen am Teutoburger Wald, Hilter am Teutoburger Wald y Bissendorf.

### Composición de la ciudad
La ciudad se compone de 8 barrios:
- Buer
- Bruchmühlen
- Gesmold
- Melle-Mitte
- Neuenkirchen
- Oldendorf
- Riemsloh
- Wellingholzhausen